# IEEE 1584
IEEE 1584는 아크 플래시 발생 시 입사 에너지를 계산하는 방법을 규정하는 전기 전자 기술자 협회(IEEE) 표준이다. 공식적인 명칭은 아크플래시 위험 계산 수행 안내(Guide for Performing Arc-Flash Hazard Calculations)이다.
이 표준은 작업장의 아크플래시 사고 위험에 노출된 근로자들을 보호하기 위하여 규정되었다.